# داني باول
داني باول (بالإنجليزية: Danny Powell)‏ هو لاعب كرة قدم أسترالية أسترالي، ولد في 29 مايو 1922، وتوفي في 27 يناير 2013.

## وصلات خارجية
- داني باول على موقع AustralianFootball.com (الإنجليزية)
- داني باول على موقع AFLtables.com (الإنجليزية)